# みちのく離婚ツアー連続殺人
『みちのく離婚ツアー連続殺人』（みちのくりこんツアーれんぞくさつじん）は、1986年にテレビ朝日系「土曜ワイド劇場」で放送されたテレビドラマ。主演は名高達郎。視聴率は22.1%。

## キャスト
- 藤村貴史（高校のラグビー部顧問） - 名高達郎
- 中村（刑事） - 谷啓
- 山崎（カメラマン） - 鈴木ヤスシ
- 太田八重（貴史と冴子の叔母） - 星美智子
- 作並温泉女将 - 三島ゆり子
- 一男の母を知るおばあさん - 辻伊万里
- 伊藤明子（三和証券投資相談課職員） - 内田あかり
- 松島署刑事 - 名川貞郎、林健樹
- 祖父を知るおじいさん - 土方弘
- 刑事（中村の部下） - 谷本あきら
- 伊藤一男（明子の夫） - 秋野太作
- 藤村冴子（貴史のいとこで妻） - 叶和貴子
- 橋本かなこ、小林あい、葉村いずみ、近田美佳、大西ゆう子

## スタッフ
- 脚本 - 長野洋
- 監督 - 水川淳三
- 音楽 - 渋谷毅
- 技斗 - 久世浩
- プロデューサー - 藤原裕之、橋倉功、杉本宏
- 制作 - 朝日放送テレビ、東通企画